# Edward Hallett Carr
Edward Hallett Carr (Londres, 28 de junio de 1892 - Londres, 3 de noviembre de 1982) fue un historiador británico, periodista y teórico de las relaciones internacionales, y un feroz opositor al empirismo dentro de la historiografía. Fue un pragmático y definió a la historia como un proceso continuo de interacción entre el historiador y sus hechos, un diálogo sin fin entre el presente y el pasado.

## Vida personal
Carr nació en Londres en una familia de clase media y fue educado en la Merchant Taylors' School, en Londres, y el Trinity College, en Cambridge, donde obtuvo una licenciatura en estudios clásicos. De 1916 a 1936 trabajó en la Oficina de Relaciones Exteriores de Gran Bretaña y fue miembro de la delegación británica en la Conferencia de Paz de París. Llegó a ser consejero de la Sociedad de Naciones. Después de ser destinado a Riga (Letonia) en la década de 1920, adquirió una gran fascinación por la literatura y la cultura de Rusia, debido a lo cual escribió varias obras sobre diversos aspectos de la vida de este país. Entre 1931 y 1937, Carr publicó numerosas obras sobre los historiadores y la historia, que contribuyeron a la consolidación de las relaciones internacionales como disciplina académica. Después de la guerra, Carr formó parte del profesorado de Balliol College, en Oxford, y más tarde del Trinity College, en el que publicó la mayoría de sus obras de divulgación, entre ellas Historia de la Unión Soviética y ¿Qué es la Historia?. Residió en el Trinity College hasta su muerte.